# 雷·格里菲斯
雷·格里菲斯（英語：Leigh Griffiths；1990年8月20日—）是一位蘇格蘭足球運動員，司職前鋒，現效力於Mandurah City，代表蘇格蘭國家足球隊參加國際賽事。

## 生涯
格里菲斯在利文斯顿开始了他的职业生涯，在那里他在16岁的时候就完成了首秀。之后，他在2009年以12.5万英镑的价格转会到邓迪。在苏格兰甲级联赛的五年中，他获得了六个月度最佳年轻球员奖。随着邓迪陷入财务困境，格里菲斯在2011年1月以大约15万英镑的价格转会到狼队。
由于没有成为狼队一线队的常客，他在2011-12赛季被租借到苏格兰超级联赛俱乐部希伯尼安。在接下来的赛季中，他被续租，在此期间，他赢得了SFWA年度最佳足球运动员奖，并首次代表苏格兰出场。在2013-14赛季，格里菲斯似乎已经成为狼队计划的一部分之際，他在赛季中期转会加盟些路迪。
格里菲斯在为些路迪效力的前几个赛季中经常进球，然后经常为苏格兰队出场，在2017年6月与英格兰队的2-2平局中两次进球。在后来未能为些路迪留下深刻印象后，格里菲斯在2021-22赛季的前半段被租借到邓迪。他被凯尔特人召回，并在2022年1月的转会窗结束时被释放，之后他签下了合約加盟福尔柯克。

## 外部連結
- Soccerway資料庫：Leigh Griffiths
- 足球数据库：雷·格里菲斯的球员统计数据